# 杨代蒂
杨代蒂（1923年10月—2013年3月30日）原名阿卓依作，女，彝族，四川雷波人，阿卓土司。

## 生平
杨代蒂为自称“诺苏”的凉山彝族人，生于雷波县。杨代蒂家族是被封为雷坡长官司的阿卓土司，为清朝册封的凉山四大土司之一。杨代蒂之父杨石精与清朝官员关系良好，在川南的彝汉民众中威望高。杨代蒂两岁时，父亲杨石精逝世。此后，阿卓土司辖地与土司府事务由杨代蒂的母亲和姨母掌管。杨代蒂母亲的娘家为凉山四大土司之一的沙玛土司。1928年，杨代蒂继承阿卓土司之位。
青少年时期，杨代蒂在四川成都接受了初等、中等教育，会讲成都话。在成都的国立边疆学校中学念完初中后，因为姨母病重，回到土司府，开始管理阿卓土司辖地。1939年，杨代蒂代母亲在成都与雷波县的汉族士绅争讼，打赢官司。其间，她获得凉山四大土司之一的斯子土司岭光电协助。1948年，经母亲做主，杨代蒂与岭光电结婚，夫妻二人兼祧斯子土司、阿卓土司名位及辖地。
在凉山解放和建设中，岭光电立下功劳，杨代蒂多有协助。凉山解放后，杨代蒂历任雷波县协商委员会副主任、雷波县副县长、四川省民委委员、全国人大民委委员。1954年，杨代蒂作为四川省代表到北京参加第一届全国人民代表大会。1955年，当选为凉山临时军政委员会副主席，随后当选为凉山彝族自治州副州长。
当时，凉山地区尚没有开始民主改革。因为中国人民解放军进驻及新政府成立，彝族土司及贵族辖地属民和奴隶多有逃跑，杨代蒂和岭光电感到社会改革势在必行。邓小平向杨代蒂征求过对民主改革的意见，杨代蒂支持和拥护民主改革。1955年，杨代蒂参加第一届全国人大第二次会议时，周恩来向杨代蒂征求对民主改革的意见，杨代蒂重复了曾对邓小平讲的“既照顾上层又解放民众”的观点。
作为全国人大代表，杨代蒂多次到北京，其间多次见到毛泽东。她很希望毛泽东为自己签名，但又不好意思，最后在彝族代表张冲的帮助下，杨代蒂获得了毛泽东签名。1964年，与岭光电离婚。文化大革命中，杨代蒂收集的党和国家领导人及各少数民族知名人士签名的小本被烧毁。文化大革命结束后，杨代蒂恢复名誉，当选为第六、第七届全国人大代表。她还对凉山的彝语彝文的工作有很多贡献。历任四川省民族语言文字工作指导委员会副主任、四川省民委参事室副主任。
杨代蒂是第一、六、七、八届全国人大代表，第一届全国人民代表大会民族委员会委员，第七、八届全国人民代表大会主席团成员，第一、二、三、四、五届四川省政协常委。第五、六、七届四川省政协副主席。
晚年，杨代蒂定居成都。2000年1月退休。2013年3月30日，杨代蒂在成都病逝，享年90岁。